# Anche i nani hanno cominciato da piccoli
Anche i nani hanno cominciato da piccoli (Auch Zwerge haben klein angefangen) è un film del 1970 diretto da Werner Herzog. Tutti gli interpreti sono attori nani non professionisti.
Il talentuoso regista bavarese, appena ventisettenne, con un film grottesco, in bianco e nero e dalla trama esilissima, lancia il suo personale messaggio politico e di critica sociale che in seguito si farà più palese e intelligibile in altre pellicole. In particolare La ballata di Stroszek (1977), che, tra l'altro, riprende fedelmente alcune figure simboliche di questo film.
È stato presentato nella Quinzaine des Réalisateurs al 23º Festival di Cannes.

## Trama
Hombre, interrogato dalla polizia, non collabora e non riconosce alcuna responsabilità su quanto avvenuto.
Segue, in flashback, lo svolgimento dei fatti, vale a dire una escalation di violenza che porta un gruppo ribelle di ospiti di un istituto di rieducazione (o colonia penale?), in assenza del direttore, ad assediare il maestro, trincerato con uno di essi, e a fare scempio di qualsiasi cosa si trovi nell'edificio o nelle vicinanze di esso, compresi gli animali (una scrofa viene uccisa, una scimmietta crocifissa) o altri ospiti più deboli (i due fratelli ciechi presi in giro e malmenati).
Nel finale (che non è un finale) sempre più folle e distruttivo, anche il maestro si dimostra squilibrato lanciandosi in una assurda lite con un albero che tratta come se fosse un essere umano, mentre Hombre ride fino allo sfinimento osservando un dromedario che ha difficoltà a rimanere dritto sulle sue zampe.

## Produzione
Il film è stato girato nell'isola di Lanzarote nelle Canarie. Con I medici volanti dell'Africa orientale e Fata Morgana fa parte della trilogia di film che Herzog trasse dal suo lungo viaggio in Africa, tra il 1969 e il 1970.

## Accoglienza

### Critica
Il fatto che tutti i protagonisti siano nani e che il loro handicap sia osservato ed esaltato in vari aspetti, è strumentale ai fini di un messaggio che è appunto tanto chiaro nel suo richiamo metaforico (siamo in un microuniverso isolato, a misura di adulto ma animato esclusivamente da mini-uomini) quanto variamente interpretabile nelle varie chiavi che si vogliano attribuire all'azione disfattista e di ribellione che anima tutto il film (l'umanità sa solo andare contro se stessa? È ciclicamente destinata ad autodistruggersi).
Herzog ha però ribadito più volte che nella sceneggiatura di un film non è in alcun modo legato alla trattazione di un "tema" ma solamente alla narrazione di una storia.

## Distribuzione
Alla sua uscita in Germania, Herzog fu costretto a affittare le sale in cui veniva proiettato il suo film.
In Italia è stato distribuito in DVD dalla Ripley's Home Video (con Futuro impedito).

## Citazioni e riferimenti
I rimandi a Freaks (1932) sono tanto palesi quanto assolutamente teorici. Stando infatti a quanto affermato da Herzog, egli disse di aver visto quel film solo in seguito.